# Livno (županija)
Livno (grč. ή Χλεβίανα) ili "Hlivno" je bila srednjovjekovna starohrvatska županija koju u svome spisu De administrando imperio spominje car Konstantin VII. Porfirogenet.
Županija je vjerojatno obuhvaćala Livanjsko polje, Glamočko polje i planinu Cincar. Najstariji pisani dokument u kojem se spominje livanjska županija je Povelja kneza Muncimira od 28. rujna 892. godine, kojom se crkva sv. Jurja daruje splitskom nadbiskupu Petru II., u toj je Povelji među potpisnicima u popisu svjedoka na drugom mjestu i livanjski župan Želimir.

## Poveznice
- Grad Livno